# Brüno
Brüno  er en britisk-amerikansk Mockumentary fra 2009 instrueret af Larry Charles og Sacha Baron Cohen i hovedrollen som den homoseksuelle østrigske tv-vært Brüno. Filmen er den tredje i række af filmbaseret på Sacha Baron Cohens TV-Show Da Ali G Show og efterfølger Ali G Indahouse og Borat: Cultural Learnings of America for Make Benefit Glorious Nation of Kazakhstan.
Filmen havde præmier i Danmark d. 9 juli, 2009.  

## Handling
Tekst mangler, hjælp os med at skrive teksten

## Modtagelse
Tekst mangler, hjælp os med at skrive teksten

## Rolleliste
Tekst mangler, hjælp os med at skrive teksten